# Національний театр (Брно)
Національний театр у Брно (чеськ. Národní divadlo v Brně) — головний державний театральний заклад, по суті об'єднання театрів, у великому чеському місті Брно.

## Історія театру
Національний театр у Брно був заснований у 1884 році за взірцем Національного театру в Празі.
У теперішній час Національний театр у Брно має три сцени, по суті є об'єднанням двох профільних театрів і однієї театральної зали:
1. Театр Магена (чеськ. Mahenovo divadlo) — історично перший театр, нині суто драматична сцена; первинно німецькомовний міський театр (чеськ. Německé městské divadlo Na hradbách), будівлю було зведено спеціально для театру популярним Бюро Фельнер & Гельмер у 1882 році;
2. Театр Яначека (чеськ. Janáčkovo divadlo) — оперна сцена Брноського Національного театру; власне театр опери та балету, заснований у 1965 році; працює у сучасній функціональній будівлі, зведеній у 1961—65 роках. Зденек Неверла (Zdenĕk Neverla) був призначений генеральним директором Опери Яначека у 1990 році[3];
3. Театр Редута (чеськ. Divadlo Reduta) — будівля, що є найстарішою театральною будівлею в Центральній Європі й нещодавно була реконструйована, нині не обладнана для роботи постійної трупи (не має її), приміщення використовується для гастрольних виступів різних театральних колективів, проведення інших культурних заходів тощо.

Поточним директором Національного театру в Брно є Даніель Дворжак (Daniel Dvořák), що 2007 року замінив на цій посаді Зденека Прокеша (Zdeněk Prokeš).
Факти про Національний театр у Брно:
- Театр Магена став першим театральним будинком з електричним освітленням, підключеним за проектом, розробленим особисто винахідником Томасом Едісоном;
- 2 квітня 1925 року в будівлі Національного театру Брно (Театра Магена) була здійснена перша радіопередача Чеського радіо Брно[5];
- у грудні 1767 року в театрі Редута з концертом виступав 12-річний Вольфґанґ Амадей Моцарт[6].

## Відомі актори
- Власта Фабіанова (1912—1991) — чеська актриса, професорка Академії музичного мистецтва в Празі, Заслужена артистка Чехословаччини, уродженка Львова.

## Галерея

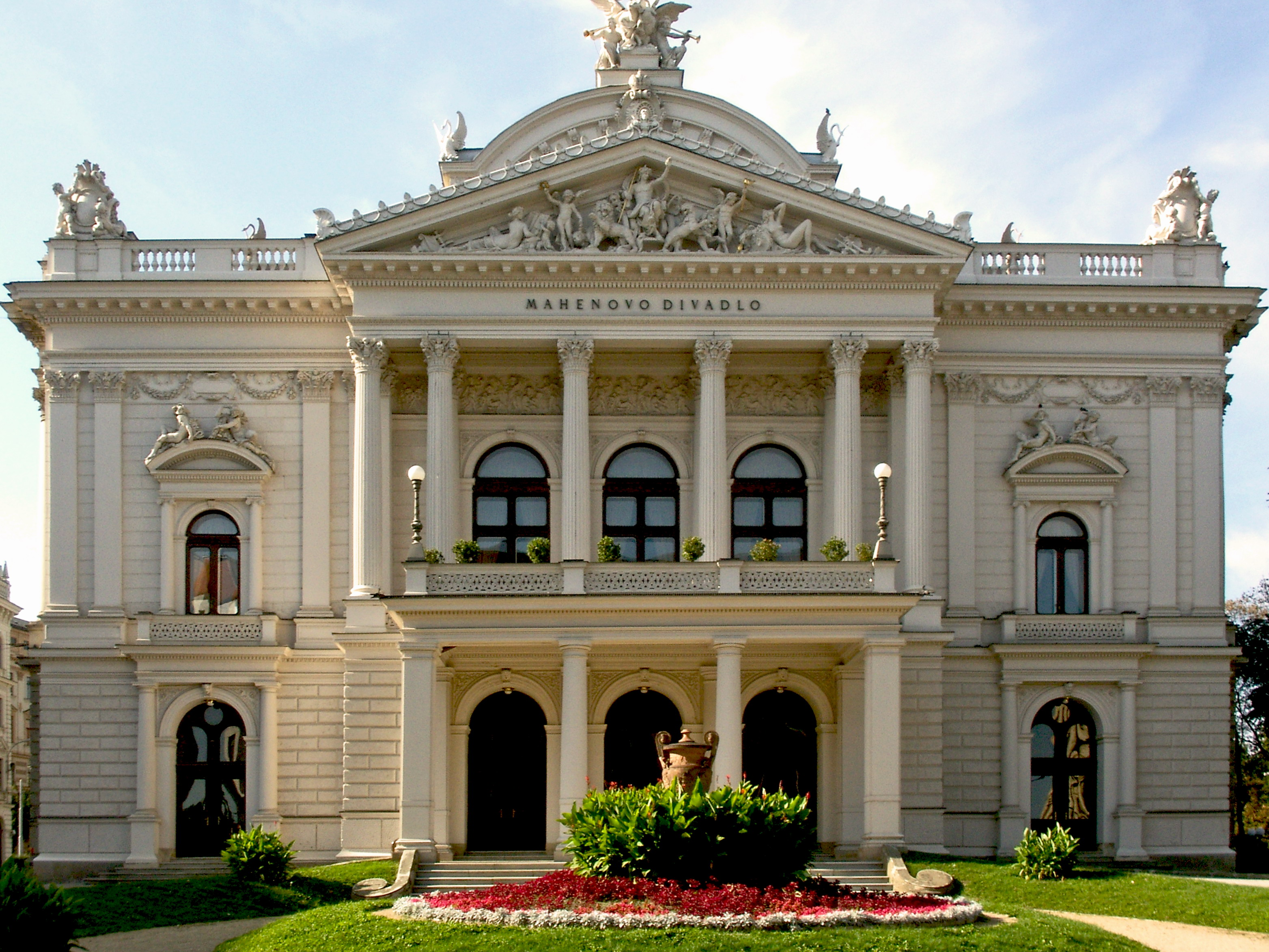
Театр Маген
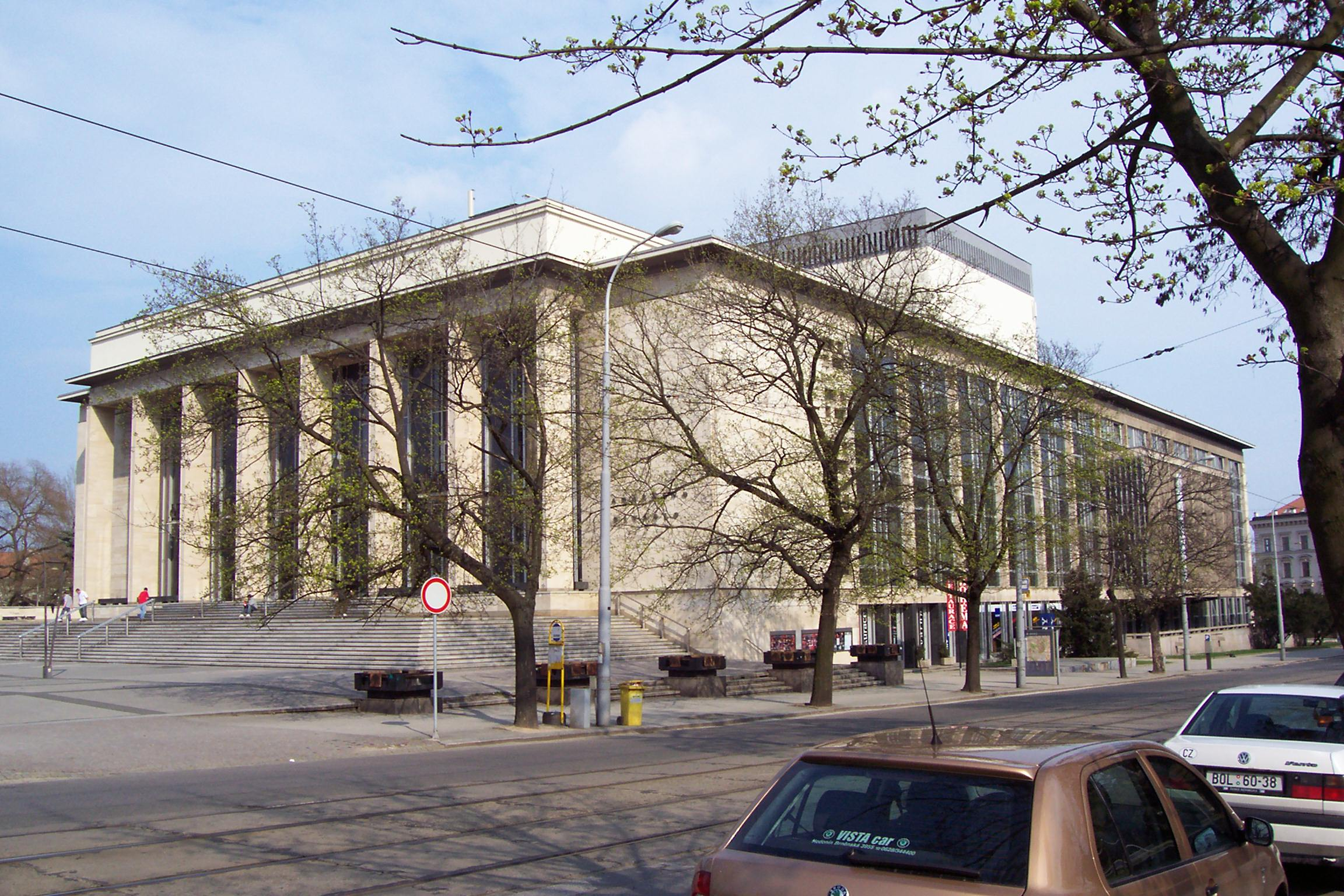
Театр Яначека
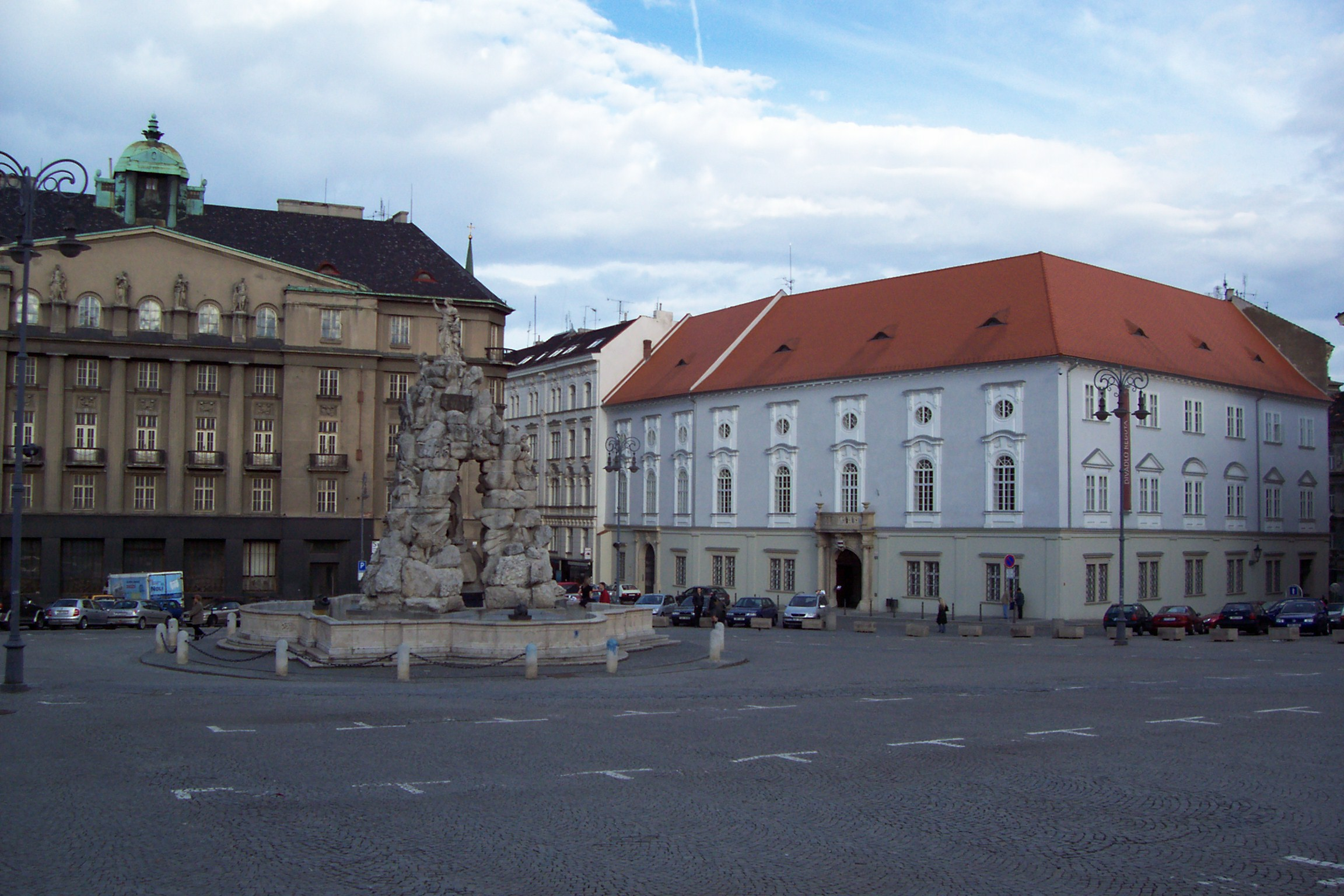
Театр Редута (праворуч)